# Béatrice Wertli
Béatrice Wertli, née le 24 février 1976 à Aarau, est une personnalité politique suisse membre du Parti démocrate-chrétien. 

## Biographie

### Origines et famille
Béatrice Wertli naît le 24 février 1976 à Aarau, dans le canton d'Argovie. Elle est originaire du même lieu et de Zufikon, dans le même canton (et d'Amlikon-Bissegg, dans le canton de Thurgovie par son mari). Sa mère est engagée dans les mouvements féministes. 
Elle est mariée depuis 2004 à Stefan Meierhans. Ils ont deux enfants. 

### Études
Elle obtient sa maturité en 1996 à Aarau[réf. nécessaire]. Elle étudie ensuite les relations internationales à l'Institut universitaire de hautes études internationales, dont elle sort diplômée en 2000. 

### Parcours professionnel
De 2001 à 2005, elle est directrice de la communication du PDC.  
Elle travaille ensuite dans divers postes de direction à la Poste suisse et l’Office fédéral du sport. De 2009 à 2012, elle est consultante en communication[réf. souhaitée].  
Elle devient directrice de la Fédération suisse de gymnastique en mars 2021.  

### Parcours politique
Elle est candidate en octobre 1995 au Conseil national sur la liste des Jeunes PDC. L'année suivante, le secrétaire général du PDC Raymond Loretan la charge de contribuer à la création d'une section jeunes dans le canton de Neuchâtel.
De 2009 à 2013, elle est membre du conseil communal de la ville de Berne, où elle co-préside le groupe Parti démocrate-chrétien / PBD[réf. souhaitée]. 
En août 2012, elle est élue secrétaire générale du parti démocrate-chrétien. Succédant à Tim Frey, elle est la première femme à ce poste. Elle prend ses fonctions le 1er décembre 2012 et les occupe jusqu'en septembre 2018.
Elle est candidate en novembre 2024 au Conseil communal (exécutif) de la ville de Berne. Elle annonce en août de la même année être atteinte d'un cancer du sein.

### Sport
Elle est membre de l'équipe nationale suisse junior de triathlon à l'adolescence. Elle participe à ce titre aux championnats d'Europe junior en 1992, où elle termine à la vingtième place.